# Calera y Chozas
Calera y Chozas település Spanyolországban, Toledo tartományban. Calera y Chozas Aldeanueva de Barbarroya, Alcañizo, Belvís de la Jara, Alcolea de Tajo, Oropesa, Velada, Talavera de la Reina és Las Herencias községekkel határos. Lakosainak száma 4773 fő (2024).

## Népesség
A település népessége az utóbbi években az alábbiak szerint változott:
| Lakosok száma | 3709 | 3989 | 4303 | 4552 | 4738 | 4740 | 4631 | 4646 | 4716 | 4773 |
|               | 2001 | 2004 | 2007 | 2009 | 2012 | 2014 | 2017 | 2019 | 2022 | 2024 |